# Fritiof Nilsson Piraten Sällskapet

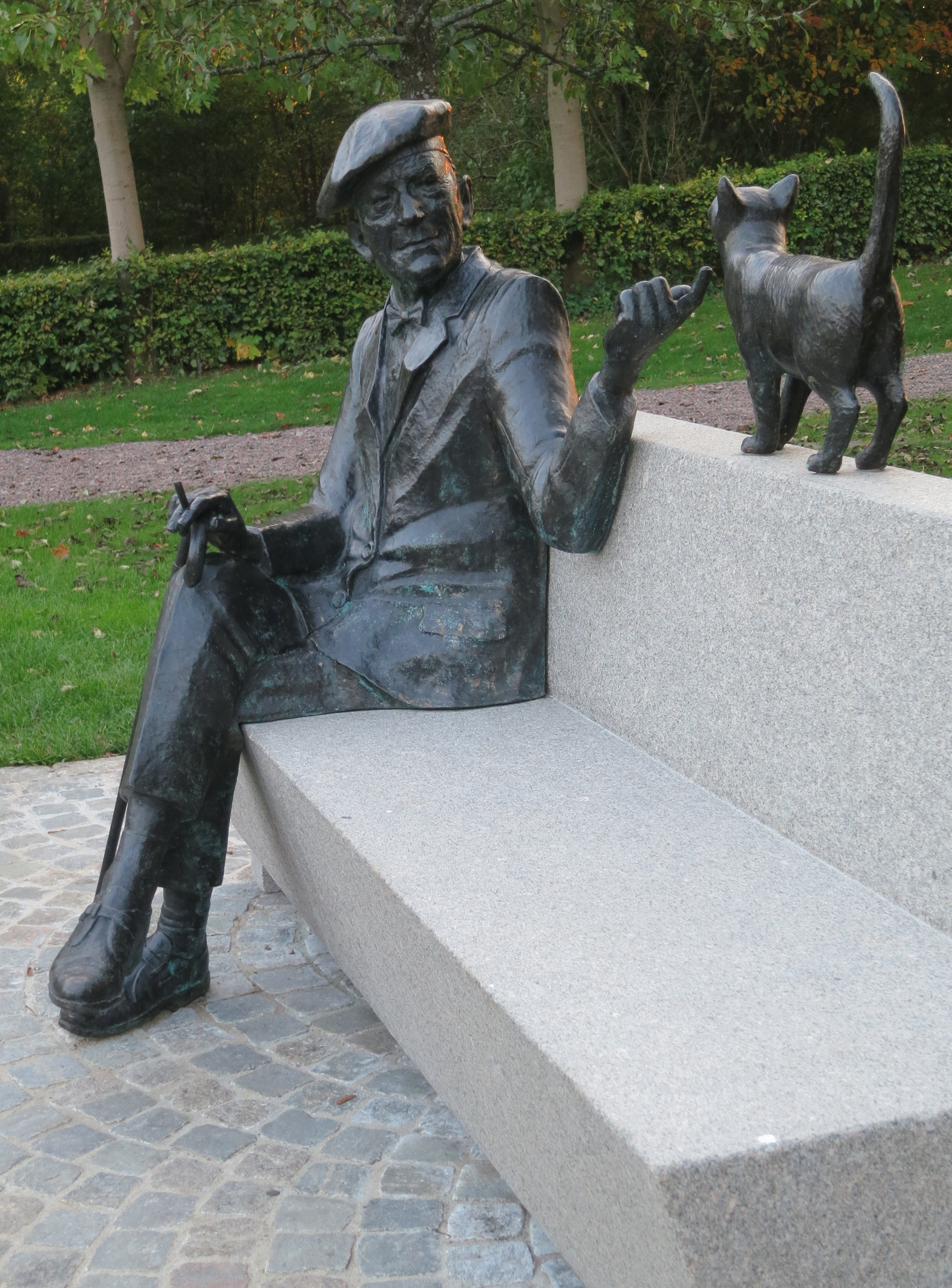
Del av Jonas Högströms skulpturgrupp Saga väves på sanningens varp, med Bombi Bitt, Eli och Fritiof Nilsson Piraten, samt dennes katt Skorpan, vid Piratenmuseet i Vollsjö

Fritiof Nilsson Piraten Sällskapet, vardagligt även Piratensällskapet, är ett litterärt sällskap med uppgift att främja intresset för Fritiof Nilsson Piraten, stödja forskningen om författaren, samt att arbeta för utgivningen av hans skrifter.
Sällskapet bildades den 5 juni 1982 i Lund, som en proteströrelse mot rivningen av Piratens barndomshem Vollsjö stationshus. Kommunen beslöt att riva byggnaden, vilket skedde påföljande sommar, men Piratensällskapet fortsatte arbeta och hade 2013 omkring 3 500 medlemmar.
Piratensällskapet driver Piratenmuseet i den gamla banvaktsstugan i Vollsjö och delar ut det årliga kulturpriset Piratenpriset.